# Brøns (parochie)
Brøns is een parochie van de Deense Volkskerk in de Deense gemeente Tønder. De parochie maakt deel uit van het bisdom Ribe en telt 721 kerkleden op een bevolking van 797 (2004). De parochie was tot 1070 deel van Hviding Herred. In dat jaar werd de parochie opgenomen in de nieuwe gemeente Skærbæk. Deze ging in 2007 op in de vergrote gemeente Tønder.